# キタノメダカ
キタノメダカ Oryzias sakaizumii は、ダツ目メダカ科に属する淡水魚である。体長は4 cm 程で、かつてはミナミメダカと同種と考えられ、メダカとされていたが、遺伝的分化が大きいことから2011年に別種として記載された。

## 分布
兵庫県以北の日本海側と、青森県の太平洋側に分布する。模式産地は福井県敦賀市。

## 分類
従来、日本のメダカは1種であるとされていた。しかし、アロザイム解析による調査の結果、北日本集団と南日本集団が遺伝的に分化していることが分かった。
生殖的隔離はなく、形態的な差が少ない事から亜種とする説もある。

## 形態

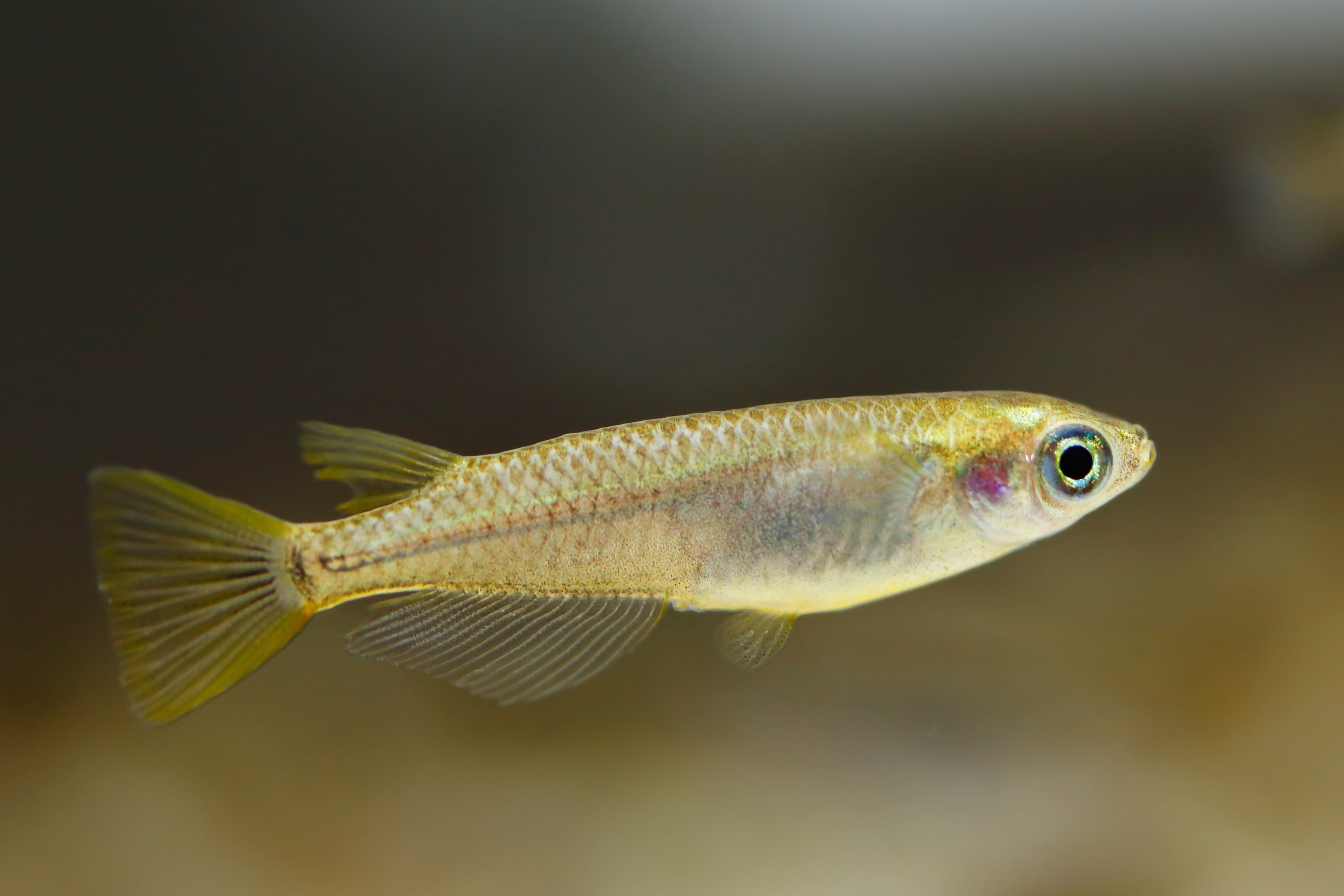
キタノメダカのオス

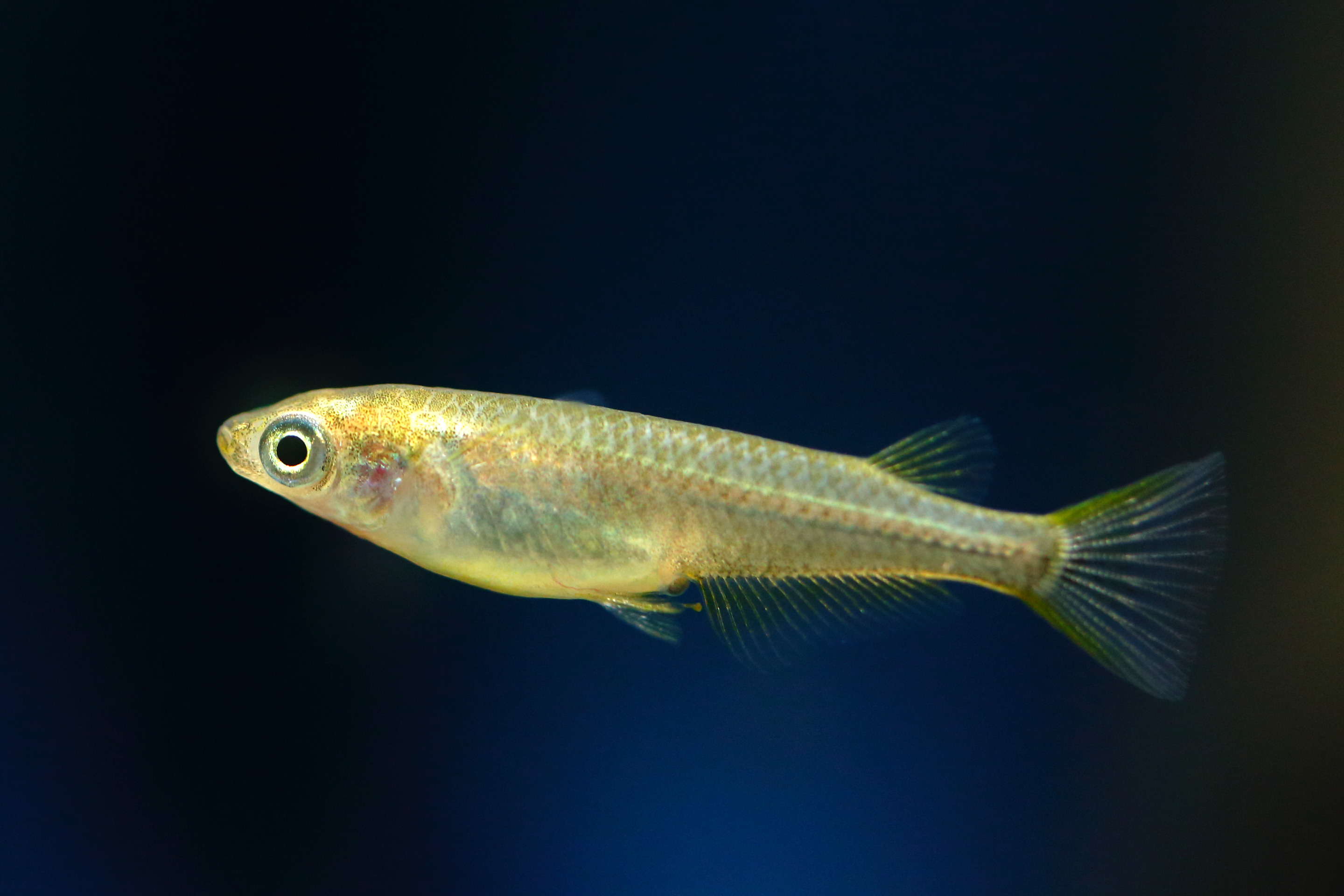
キタノメダカのメス

鱗の後方は黒く、網目状になる。雄に存在する背鰭の切れ込みはミナミメダカよりも深く、体躯後部には点状の黒斑模様が不規則にあり、銀色の鱗が10–23個程、パッチ状に並ぶ傾向にある。

## 保全状態
絶滅危惧II類 (VU)（環境省レッドリスト）

## 遺伝子攪乱
会津地域ではほかの地域のメダカが放流される事による遺伝子攪乱の懸念が指摘されている。